# Bahía de Hiroshima
La Bahía de Hiroshima (en kanji: 広島湾, en hiragana: ひろしまわん, en romaji: Hiroshima-wan) es una bahía de Japón ubicada en Mar Interior de Seto que abarca 946m² y llega a una profundidad máxima de 25 metros.

## Geografía
La bahía se encuentra en isla de Honshū, la más grande de todo el archipiélago japonés y dentro de esa isla, forma parte de la Región de Chūgoku. De forma muy irregular y con varias islas en su interior, está rodeada casi por su totalidad por la prefectura de Hiroshima a excepción de la parte suroeste, que forma parte de la Prefectura de Yamaguchi. Las aguas que le dieron forma y entran hasta el punto más interior, que es Hiroshima captital, son las del Mar Interior de Seto, uno de los más grandes mares interiores del mundo, que se extiende desde Osaka hasta Fukuoka. 

### Islas
Las principales islas que baña el mar de Seto dentro de la bahía de Hiroshima son las siguientes:
- Isla de Atata.
- Isla de Itsukushima
- Isla de Kabuto.
- Isla de Kanawa.
- Isla de Kurahashi, que es la que delimita la bahía por su lado este.
- Isla de Nomi.
- Isla de Okurokami.

### Ríos

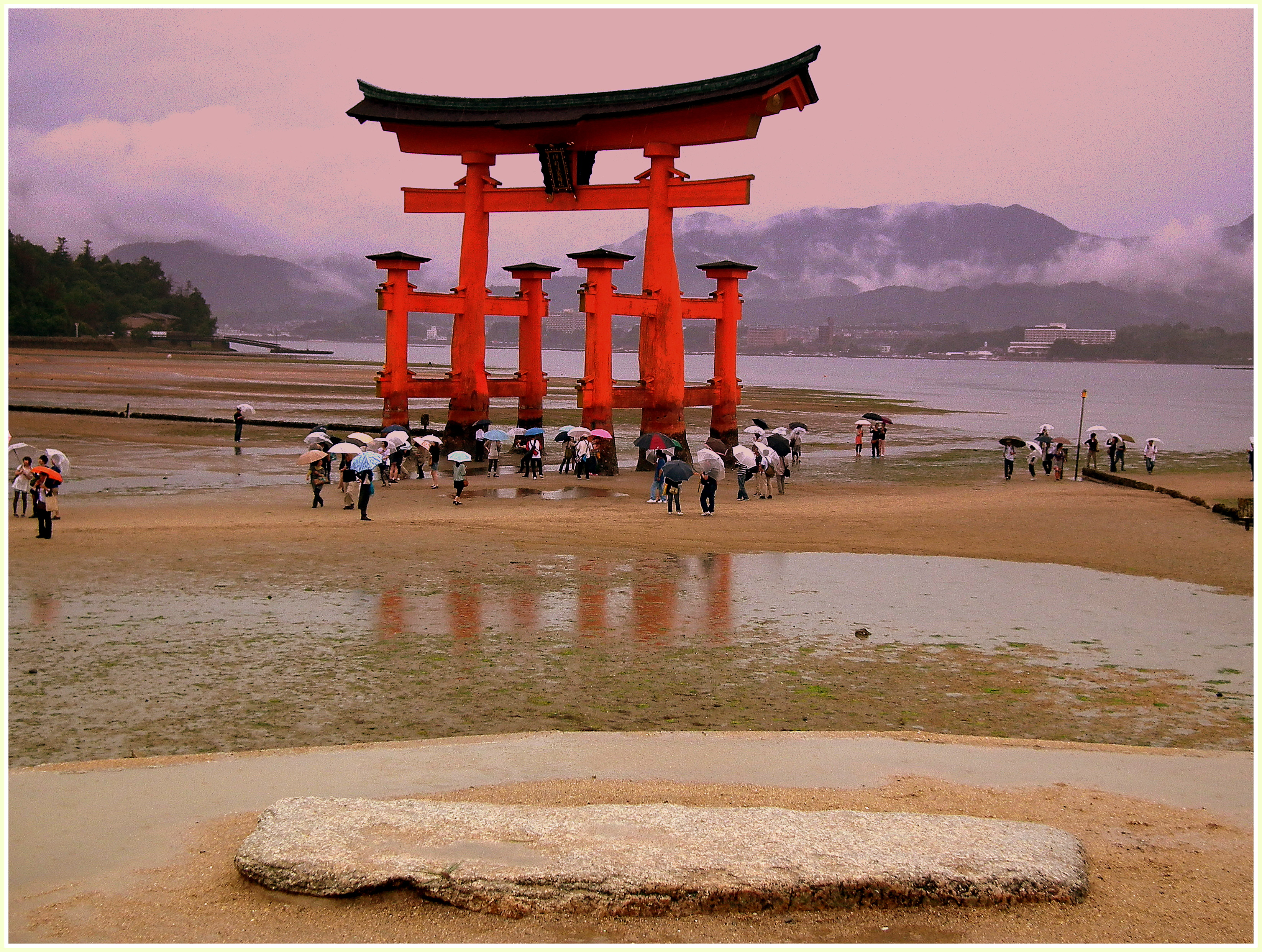
La fuerza de la marea de la bahía de Hiroshima, dejando al descubierto el suelo de O-torii.

Los principales ríos que desembocan en la bahía son, por el norte, el río Ōta después de cruzar el centro de Hiroshima capital, por el noroeste el río Yawata, que también cruza la misma ciudad y por el sudeste el río Nishiki, que cruza y divide la ciudad Iwakuni, delimintando por el sur la bahía.

## Economía
Dentro de las principales actividades económicas centradas exclusivamente dentro de los límites de la bahía de Hiroshima, destaca la gran relevancia económica y cultural para la región que supone la ostricultura, siendo uno de los principales reclamos gastronómicos de la zona juntamente con el okonomiyaki. Con más de 400 años años de historia y gracias a unas aguas que rara vez bajan de 10°, favoreciendo así su cultivo, fue ganando gran reputación el preciado molusco en todo el país, sobre todo, a partir del Período Edo cuando se empezó a exportar más al resto de prefecturas. Durante los primeros siglos, en la bahía se empleó la técnica de cría tradicional mediante palos y cañas de bambú, práctica que ha ido desapareciendo con fuerza desde finales del siglo XIX, cambiando esa técnica por el cultivo mediante grandes plataformas de 10 metros  por  20 metros cada una, unidas entre sí por cuerdas formando grandes grupos en las zonas más propicias de la bahía, especialmente, rodeando todas las islas a lo largo y ancho de la bahía.

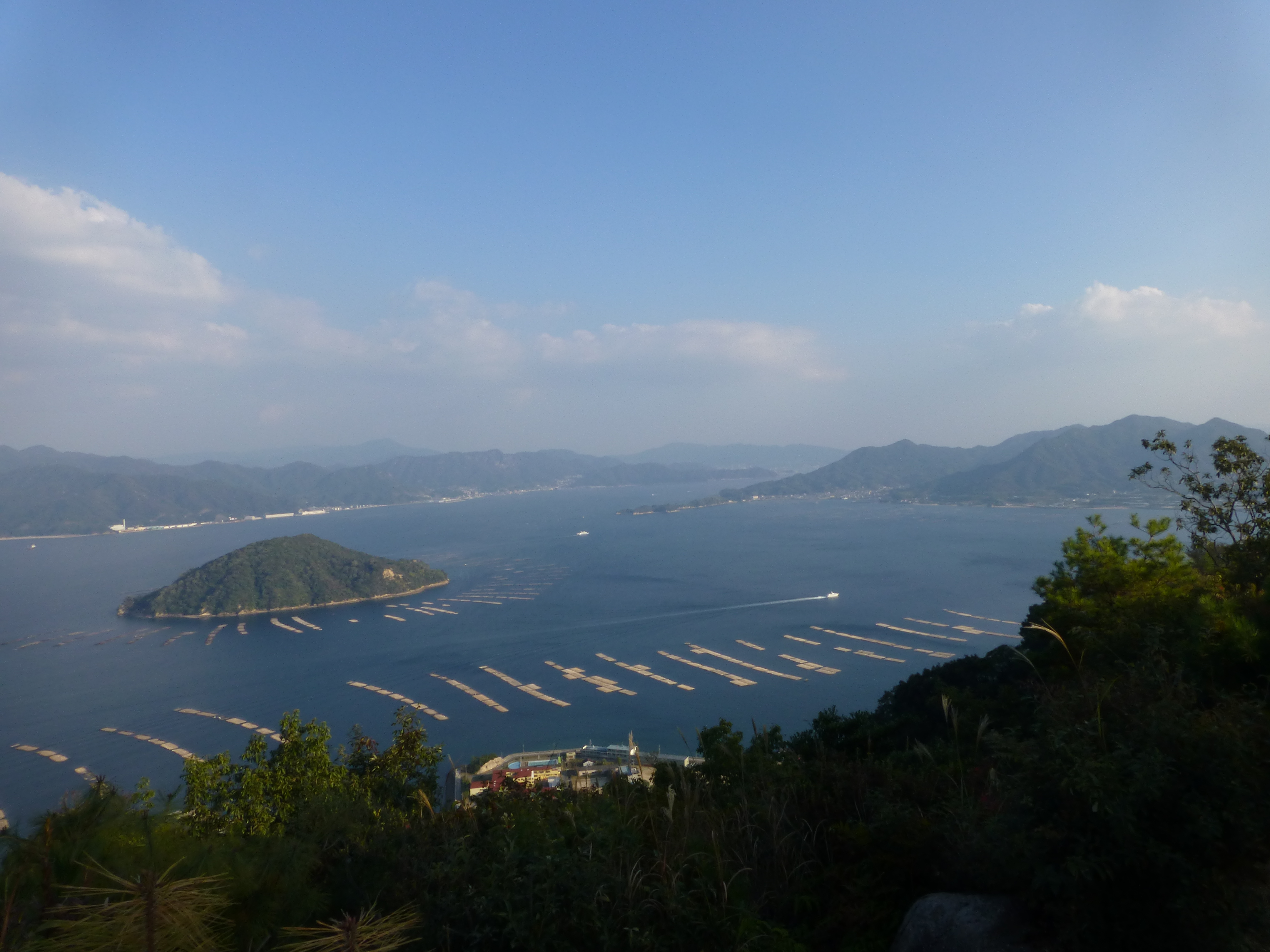
Plataformas de ostricultura en la bahía de Hiroshima.

El negocio de la ostricultura en la bahía de Hiroshima, representa un volumen entre 25.000 hasta 30.000 toneladas de ostras al año siendo la principal zona de cultivo de ostras de todo el país al producir hasta un 80% del total.
Otro punto importante en la economía de la bahía, es la presencia de uno de los principales activos turísticos del país como es la Isla de Itsukushima, que a pesar del poco tamaño de la misma, concentra una gran cantidad de templos budistas y sintoístas, destacando especialmente el Santuario Itsukushima, declarado como Patrimonio de la Humanidad en 1996 y su gran torii de estilo Ryōbu, conocido como O-Torii, con la particularidad que está construido en una zona de la bahía muy poco profunda y gracias a las mareas muy pronunciadas, hacen que las aguas del mar de Seto se retiren más de 300 metros, dejando a la vista desde el Santuario hasta más allá del torii.

## Ecología
La temperatura del aguas en la bahía oscila, en función de la época del año, entre los 10° como mínimo en invierno, muy rara vez llegando a valores inferiores, y los 25° que suele alcanzar en verano.
En varios puntos de la bahía se han detectado episodios de eutrofización por una abundancia anormalmente alta de nutrientes y también casos mareas rojas, propiciando la aparición de las chatonella marina que han llegado a causar eventos de muertes masivas de peces, estando relacionados tanto aspectos meteorológicos como humanos por la explotación intensiva del mar.
La mayor parte de especies marinas que se encuentran en la bahía, son el paralichthys olivaceus, el fugu, trichodon trichodon, pagrus major yspondyliosoma cantharus, este último, casi llegó a desaparecer en la década de los 80 entre la pesca intensiva y episodios de mareas rojas antes citados, pero gracias a programas de reintroducción y protección, veinte años después, se pudo restablecer el número de especímenes.

## Transporte

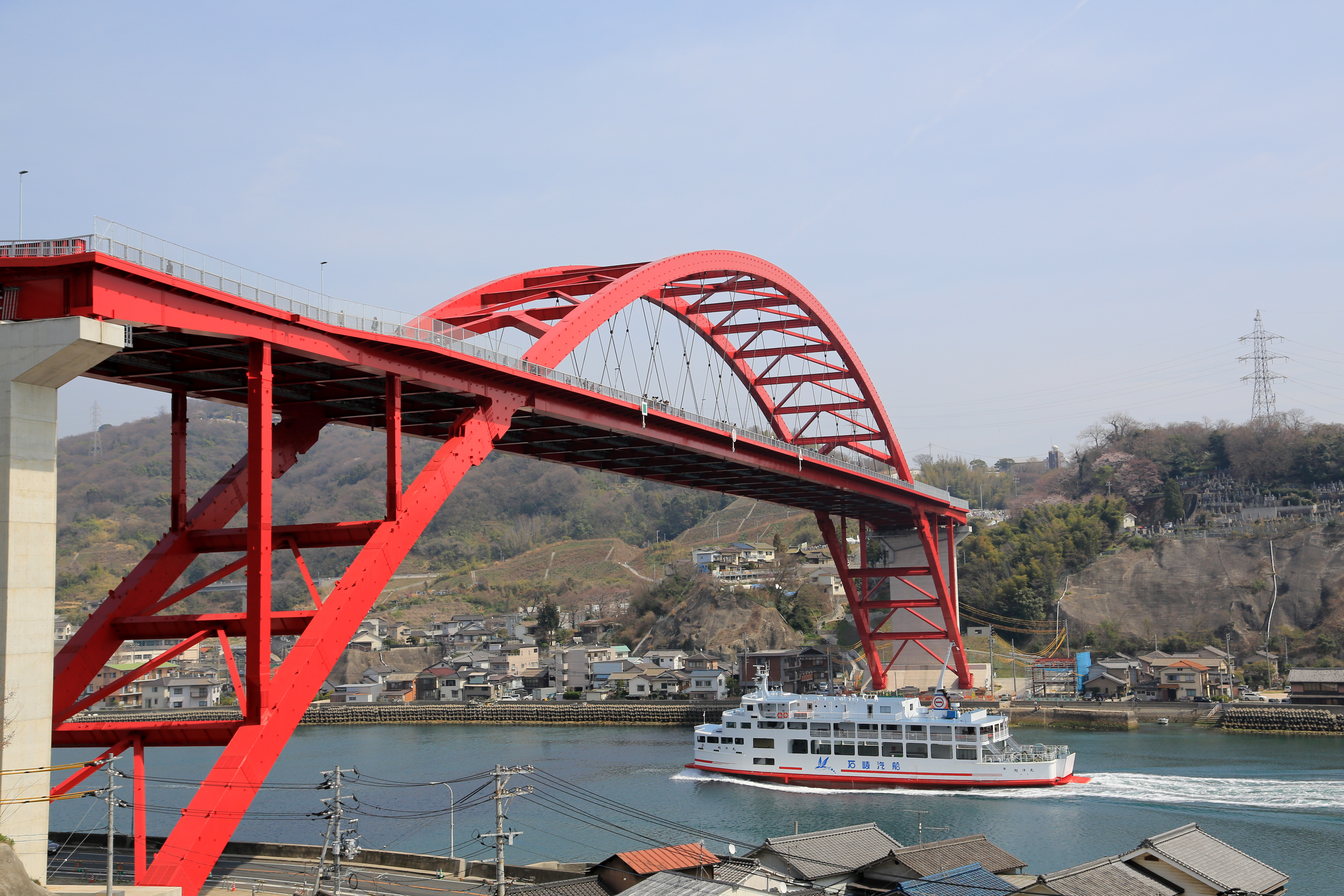
Un crucero pasando por debajo del Puente Ondo (Ruta 487), el primero que unió una isla en la bahía.

### Transporte marítimo
Desde los inicios, la principal actividad económica de la bahía giró alrededor del mar, ya siendo por la pesca o la ostricultura, empezando a surgir cada vez más puertos a medida que actividad económica iba creciendo, y por ende, subiendo la actividad marítima en la zona. Con la automoción, los ferries ganaron paso para conectar con las distintas islas. En el XIX y XX tuvo una marcada e importante actividad marítima militar, con el Distrito Naval de Kure instaurado en la orilla noreste, sirviendo de punto de abastecimiento y construcción de naves para el Ejército Imperial Japonés durante la Segunda Guerra Mundial, lugar que fue bombardeado y, tras perder la guerra, posteriormente fue parcialmente desmantelado, convirtiéndose en un pequeño punto de guardia de las Fuerzas de Autodefensa de Japón. A finales del siglo XX y principios del siglo XXI, el sector del turismo despegó notablemente, siendo otra de las grandes actividades económicas de la bahía juntamente con la ostricultura, haciendo aumentar el número de cruceros, así como de naves las rutas que unen las distintas islas. El puerto más grande e importante por volumen de negocio y tráfico es el puerto de Hiroshima, seguido por el puerto de Kure, el puerto de Iwakuni y finalmente, el puerto de Miyajima.

### Transporte terrestre
El transporte terrestre por las islas de la bahía solo fue posible mediante ferry hasta principios de los años 60, cuando la Corporación Pública de Autopistas de Japón empezó a unir la isla principal de Honshū con las principales islas dentro de la bahía mediante la Ruta Nacional 487 e instaurando un sistema de peajes par poder cruzar. En una primera instancia se unió la isla de Kurahashi, que es la más próxima a la costa, mediante el puente Ondo de 173 metros de longitud inaugurado en el año 1961 y en años venideros, se amplió esa conexión creó un segundo puente Ondo a pocos metros y una plataforma para viandantes. En una segunda instancia, en el año 1973, se inauguró el puente grande Hayase con una longitud total de 623 metros y que unió el centro de la isla de Kurahashi con el sur de la isla de Nomi, pudiendo finalmente y mediante la Ruta Nacional 487, ir desde la ciudad portuaria de Kure hasta las islas de Kurahasi y Nomi.